# 1986-os magyar úszóbajnokság
Az 1986-os magyar úszóbajnokságot júliusban rendezték meg a Komjádi Béla Sportuszodában

## Eredmények

### Férfiak
| Versenyszám            | Arany                                                               | Arany    | Ezüst                                                          | Ezüst    | Bronz                                                                   | Bronz    |
| ---------------------- | ------------------------------------------------------------------- | -------- | -------------------------------------------------------------- | -------- | ----------------------------------------------------------------------- | -------- |
| 50 m gyorsúszás        | Kovács László Bp. Honvéd                                            | 24,74    | Novotny Attila BVSC                                            | 24,86    | Szilágyi Zoltán Bp. Honvéd                                              | 24,93    |
| 100 m gyorsúszás       | Szilágyi Zoltán Bp. Honvéd                                          | 53,05    | Kovács László Bp. Honvéd                                       | 53,52    | Darnyi Tamás Újpesti Dózsa                                              | 53,82    |
| 200 m gyorsúszás       | Szilágyi Zoltán Bp. Honvéd                                          | 1:52,16  | Kalaus Valter Bp. Honvéd                                       | 1:53,66  | Szebellédi Péter BVSC                                                   | 1:57,65  |
| 400 m gyorsúszás       | Szilágyi Zoltán Bp. Honvéd                                          | 3:54,79  | Kalaus Valter Bp. Honvéd                                       | 3:56,07  | Szebellédi Péter BVSC                                                   | 4:05,02  |
| 1500 m gyorsúszás      | Kalaus Valter Bp. Honvéd                                            | 15:49,01 | Kiss Tibor BVSC                                                | 16:07,28 | Bene Károly Dunaújvárosi Kohász                                         | 16:38,28 |
| 50 m hátúszás          | Deutsch Tamás KSI                                                   | 27,38    | Darnyi Tamás Újpesti Dózsa                                     | 27,39    | Novotny Attila BVSC                                                     | 27,92    |
| 100 m hátúszás         | Darnyi Tamás Újpesti Dózsa                                          | 58,32    | Deutsch Tamás KSI                                              | 58,81    | Balajti Zoltán Orvosegyetem SC                                          | 59,75    |
| 200 m hátúszás         | Darnyi Tamás Újpesti Dózsa                                          | 2:03,96  | Deutsch Tamás KSI                                              | 2:05,04  | Balajti Zoltán Orvosegyetem SC                                          | 2:05,79  |
| 50 m mellúszás         | Szabó József Bp. Honvéd                                             | 30,97    | Güttler Károly Újpesti Dózsa                                   | 30,99    | Darnyi Tamás Újpesti Dózsa                                              | 31,00    |
| 100 m mellúszás        | Szabó József Bp. Honvéd                                             | 1:05,03  | Szabó Péter BVSC                                               | 1:05,73  | Veszeli Gábor BVSC                                                      | 1:06,83  |
| 200 m mellúszás        | Szabó József Bp. Honvéd                                             | 2:17,14  | Szabó Péter BVSC                                               | 2:20,65  | Gyenes András BVSC                                                      | 2:26,71  |
| 50 m pillangóúszás     | Darnyi Tamás Újpesti Dózsa                                          | 26,50    | Varga Péter Debreceni Dózsa                                    | 26,50    | Kálló István BVSC                                                       | 26,52    |
| 100 m pillangóúszás    | Darnyi Tamás Újpesti Dózsa                                          | 56,66    | Kálló István BVSC                                              | 56,84    | Kovács László Bp. Honvéd                                                | 58,00    |
| 200 m pillangóúszás    | Darnyi Tamás Újpesti Dózsa                                          | 2:01,91  | Kovács László Bp. Honvéd                                       | 2:05,37  | Kálló István BVSC                                                       | 2:06,22  |
| 200 m vegyes úszás     | Darnyi Tamás Újpesti Dózsa                                          | 2:05,39  | Szabó József Bp. Honvéd                                        | 2:06,26  | Gyenes András BVSC                                                      | 2:11,61  |
| 400 m vegyes úszás     | Darnyi Tamás Újpesti Dózsa                                          | 4:22,29  | Szabó József Bp. Honvéd                                        | 4:22,81  | Balajti Zoltán Orvosegyetem SC                                          | 4:37,04  |
| 4 × 100 m gyorsváltó   | Bp. Honvéd Kovács László Kalaus Valter Szabó József Szilágyi Zoltán | 3:34,40  | BVSC Balla Zoltán Novotny Attila Szebellédi Péter Kálló István | 3:38,50  | Dunaújvárosi Kohász Salamon Péter Bene Károly Ágh Norbert Ágh Péter     | 3:41,20  |
| 4 × 200 m gyorsváltó   | Bp. Honvéd Szabó József Kalaus Valter Szántó István Szilágyi Zoltán | 7:45,82  | BVSC Kiss Tibor Zombori József Kálló István Szebellédi Péter   | 7:56,46  | Dunaújvárosi Kohász Salamon Péter Bene Károly Molnár Attila Ágh Norbert | 7:56,50  |
| 4 × 100 m vegyes váltó | Bp. Honvéd Szilágyi Zoltán Szabó József Kovács László Kalaus Valter | 3:57,31  | BVSC Gahó Lajos Szabó Péter Kálló István Szebellédi Péter      | 3:57,90  | Újpesti Dózsa Darnyi Tamás Güttler Károly Marian Andor Wladár Sándor    | 4:03,36  |

### Nők
| Versenyszám            | Arany                                                               | Arany   | Ezüst                                                                          | Ezüst   | Bronz                                                                          | Bronz   |
| ---------------------- | ------------------------------------------------------------------- | ------- | ------------------------------------------------------------------------------ | ------- | ------------------------------------------------------------------------------ | ------- |
| 50 m gyorsúszás        | Ormos Edit Vasas SC                                                 | 27,07   | Burián Melinda Bp. Spartacus                                                   | 27,26   | Kántor Alíz SzVSC                                                              | 27,52   |
| 100 m gyorsúszás       | Ormos Edit Vasas SC                                                 | 56,88   | Burián Melinda Bp. Spartacus                                                   | 58,38   | Thummerer Ildikó Ferencvárosi TC                                               | 59,32   |
| 200 m gyorsúszás       | Ormos Edit Vasas SC                                                 | 2:02,10 | Orosz Andrea Bp. Spartacus                                                     | 2:03,39 | Gyúró Mónika Bp. Honvéd                                                        | 2:03,54 |
| 400 m gyorsúszás       | Orosz Andrea Bp. Spartacus                                          | 4:14,38 | Gyúró Mónika Bp. Honvéd                                                        | 4:14,50 | Hegedűs Ágnes Bp. Spartacus                                                    | 4:24,11 |
| 800 m gyorsúszás       | Orosz Andrea Bp. Spartacus                                          | 8:49,43 | Gyúró Mónika Bp. Honvéd                                                        | 8:54,44 | Kovács Rita Nyíregyházi VSC                                                    | 9:03,68 |
| 50 m hátúszás          | Virágh Katalin Vasas SC                                             | 30,29   | Varga Dóra Dunaújvárosi Kohász                                                 | 30,64   | Váradi Andrea Vasas SC                                                         | 30,79   |
| 100 m hátúszás         | Varga Dóra Dunaújvárosi Kohász                                      | 1:03,93 | Virágh Katalin Vasas SC                                                        | 1:04,32 | Váradi Andrea Vasas SC                                                         | 1:05,28 |
| 200 m hátúszás         | Gyúró Mónika Bp. Honvéd                                             | 2:16,92 | Varga Dóra Dunaújvárosi Kohász                                                 | 2:17,72 | Egerszegi Krisztina Bp. Spartacus                                              | 2:22,63 |
| 50 m mellúszás         | Thummerer Ildikó Ferencvárosi TC                                    | 34,34   | Horváth Mónika Pápai SE                                                        | 34,51   | Nagy Katalin Vasas SC                                                          | 34,76   |
| 100 m mellúszás        | Pohl Anett BVSC                                                     | 1:15,28 | Kovács Judit Pécsi MSC                                                         | 1:15,78 | Csépe Gabriella Gyöngyösi SE                                                   | 1:17,35 |
| 200 m mellúszás        | Pohl Anett BVSC                                                     | 2:37,95 | Kovács Judit Pécsi MSC                                                         | 2:38,42 | Pócsai Csilla Újpesti Dózsa                                                    | 2:45,92 |
| 50 m pillangóúszás     | Ormos Edit Vasas SC                                                 | 28,70   | Thummerer Ildikó Ferencvárosi TC                                               | 29,20   | Csoma Enikő BVSC                                                               | 29,90   |
| 100 m pillangóúszás    | Ormos Edit Vasas SC                                                 | 1:01,90 | Gyúró Mónika Bp. Honvéd                                                        | 1:03,94 | Thummerer Ildikó Ferencvárosi TC                                               | 1:04,88 |
| 200 m pillangóúszás    | Gyúró Mónika Bp. Honvéd                                             | 2:15,92 | Ormos Edit Vasas SC                                                            | 2:17,15 | Pócsai Csilla Újpesti Dózsa                                                    | 2:18,97 |
| 200 m vegyes úszás     | Gyúró Mónika Bp. Honvéd                                             | 2:20,51 | Pócsai Csilla Újpesti Dózsa                                                    | 2:21,87 | Walter Ildikó Vasas SC                                                         | 2:24,10 |
| 400 m vegyes úszás     | Pócsai Csilla Újpesti Dózsa                                         | 4:56,89 | Walter Ildikó Vasas SC                                                         | 5:02,02 | Pohl Anett BVSC                                                                | 5:03,75 |
| 4 × 100 m gyorsváltó   | Bp. Spartacus Burián Melinda Buth Zsuzsa Hegedűs Ágnes Orosz Andrea | 3:57,40 | Vasas SC Ormos Edit Virágh Katalin Hovanyec Anita Nagy Katalin                 | 3:57,79 | Ferencvárosi TC Csépány Julianna Gyurácz Eszter Gál Franciska Thummerer Ildikó | 4:01,84 |
| 4 × 200 m gyorsváltó   | Bp. Spartacus Burián Melinda Buth Zsuzsa Hegedűs Ágnes Orosz Andrea | 8:32,69 | Vasas SC Nagy Katalin Virágh Katalin Walter Ildikó Ormos Edit                  | 8:34,94 | Ferencvárosi TC Gál Franciska Gyurácz Eszter Csépány Julianna Thummerer Ildikó | 8:35,74 |
| 4 × 100 m vegyes váltó | Vasas SC Virágh Katalin Krifka Rita Nagy Katalin Ormos Edit         | 4:22,85 | Ferencvárosi TC Csépány Julianna Thummerer Ildikó Gyurácz Eszter Gál Franciska | 4:30,59 | Bp. Spartacus Egerszegi Krisztina Horváth Ildikó Orosz Andrea Burián Melinda   | 4:31,80 |

## Csúcsok
A bajnokság során az alábbi csúcsok születtek:
| Esemény                        | Idő     | Név                                                            | Csapat              | Csúcs                               |
| ------------------------------ | ------- | -------------------------------------------------------------- | ------------------- | ----------------------------------- |
| Férfi 100 méteres gyorsúszás   | 53,05   | Szilágyi Zoltán                                                | Bp. Honvéd          | Országos felnőtt                    |
| Férfi 100 méteres gyorsúszás   | 54,08   | Ágh Norbert                                                    | Dunaújvárosi Kohász | Országos serdülő                    |
| Férfi 200 méteres gyorsúszás   | 1:52,16 | Szilágyi Zoltán                                                | Bp. Honvéd          | Országos felnőtt                    |
| Férfi 200 méteres gyorsúszás   | 1:53,66 | Kalaus Valter                                                  | Bp. Honvéd          | Országos serdülő                    |
| Férfi 400 méteres gyorsúszás   | 3:54,79 | Szilágyi Zoltán                                                | Bp. Honvéd          | Országos felnőtt                    |
| Férfi 400 méteres gyorsúszás   | 3:56,07 | Kalaus Valter                                                  | Bp. Honvéd          | Országos ifjúsági, serdülő          |
| Férfi 50 méteres hátúszás      | 27,61   | Deutsch Tamás                                                  | KSI                 | Országos felnőtt, ifjúsági          |
| Férfi 50 méteres hátúszás      | 27,38   | Deutsch Tamás                                                  | KSI                 | Országos felnőtt, ifjúsági          |
| Férfi 50 méteres hátúszás      | 28,36   | Ágh Norbert                                                    | Dunaújvárosi Kohász | Országos serdülő                    |
| Férfi 50 méteres pillangóúszás | 26,96   | Szabó József                                                   | Bp. Honvéd          | Országos ifjúsági                   |
| Férfi 50 méteres mellúszás     | 30,97   | Szabó József                                                   | Bp. Honvéd          | Országos ifjúsági                   |
| Férfi 50 méteres mellúszás     | 31,47   | Horváth Zoltán                                                 | Ferencvárosi TC     | Országos serdülő                    |
| Férfi 200 méteres mellúszás    | 2:17,14 | Szabó József                                                   | Bp. Honvéd          | Országos ifjúsági                   |
| Női 50 méteres gyorsúszás      | 27,07   | Ormos Edit                                                     | Vasas SC            | Országos felnőtt, ifjúsági          |
| Női 50 méteres gyorsúszás      | 27,26   | Burián Melinda                                                 | Bp. Spartacus       | Országos serdülő                    |
| Női 100 méteres gyorsúszás     | 56,88   | Ormos Edit                                                     | Vasas SC            | Országos felnőtt, ifjúsági          |
| Női 200 méteres gyorsúszás     | 2:02,10 | Ormos Edit                                                     | Vasas SC            | Országos felnőtt, ifjúsági          |
| Női 50 méteres hátúszás        | 30,87   | Varga Dóra                                                     | Dunaújvárosi Kohász | Országos ifjúsági, serdülő          |
| Női 50 méteres hátúszás        | 30,64   | Varga Dóra                                                     | Dunaújvárosi Kohász | Országos ifjúsági, serdülő          |
| Női 100 méteres hátúszás       | 1:03,93 | Varga Dóra                                                     | Dunaújvárosi Kohász | Országos felnőtt, ifjúsági, serdülő |
| Női 100 méteres hátúszás       | 1:07,02 | Egerszegi Krisztina                                            | Bp. Spartacus       | Országos úttörő                     |
| Női 200 méteres hátúszás       | 2:16,92 | Gyúró Mónika                                                   | Bp. Honvéd          | Országos felnőtt, ifjúsági          |
| Női 200 méteres hátúszás       | 2:23,22 | Egerszegi Krisztina                                            | Bp. Spartacus       | Országos úttörő                     |
| Női 200 méteres hátúszás       | 2:22,63 | Egerszegi Krisztina                                            | Bp. Spartacus       | Országos úttörő                     |
| Női 100 méteres pillangóúszás  | 1:01,90 | Ormos Edit                                                     | Vasas SC            | Országos felnőtt, ifjúsági          |
| Női 50 méteres mellúszás       | 35,04   | Nagy Tünde                                                     | KSI                 | Országos ifjúsági, serdülő          |
| Női 50 méteres mellúszás       | 34,34   | Thummerer Ildikó                                               | Ferencvárosi TC     | Országos felnőtt, ifjúsági, serdülő |
| Női 200 méteres mellúszás      | 2:37,95 | Pohl Anett                                                     | BVSC                | Országos felnőtt, ifjúsági, serdülő |
| Női 200 méteres vegyesúszás    | 2:20,51 | Gyúró Mónika                                                   | Bp. Honvéd          | Országos felnőtt, ifjúsági          |
| Női 4 × 200 m gyorsváltó       | 8:35,74 | Gál Franciska Gyurácz Eszter Csépány Julianna Thummerer Ildikó | Ferencvárosi TC     | Országos ifjúsági                   |